# Ken Martin
Kenneth Nathan Martin (Minneapolis, 17 luglio 1973) è un politico statunitense che dal 2025 ricopre il ruolo di presidente del Comitato Nazionale Democratico (DNC). In precedenza, Martin è stato presidente del Partito Democratico-Contadino-Laburista del Minnesota (DFL), presidente dell'Associazione dei Comitati Democratici Statali e vicepresidente del DNC.

## Infanzia e istruzione
Martin è nato a Minneapolis, Minnesota, il 17 luglio 1973, e ha frequentato la Eden Prairie High School. Si è laureato nel 1996 presso l’Università del Kansas, conseguendo un Bachelor of Arts in scienze politiche e storia. Il rettore Robert Hemenway gli ha conferito il Donald K. Alderson Memorial Award, un premio che riconosce uno studente laureando il cui impegno nel campus ha apportato benefici agli altri studenti e al bene comune.

## Carriera
Martin ha iniziato la sua carriera politica nel 1990 come stagista per la campagna del senatore statunitense del Minnesota Paul Wellstone, e successivamente ha svolto uno stage presso il suo ufficio ufficiale. Nel 1992 ha coordinato le attività sui campus universitari del Sud degli Stati Uniti per la campagna presidenziale Clinton/Gore. Dopo la laurea, ha lavorato nella politica del Kansas, contribuendo alla campagna coordinata democratica come field director per il Partito Democratico del Kansas.
Nel 1998 è tornato in Minnesota, dove ha ricoperto il ruolo di direttore politico e organizzativo per il Partito Democratico-Contadino-Lavoratore (DFL). È stato vice direttore statale per il Minnesota nella campagna di Al Gore nel 2000 e, nel 2002, campaign manager per Buck Humphrey, candidato a segretario di Stato. Nel 2004 ha collaborato alla gestione della campagna presidenziale di John Kerry in Minnesota.
Dal 2001 al 2005 ha lavorato come consigliere politico per la commissaria della contea di Ramsey, Susan Haigh. È stato assistente esecutivo del procuratore generale del Minnesota Mike Hatch e ha collaborato alla sua campagna per la carica di governatore nel 2006. In collaborazione con il North Central States Regional Council of Carpenters, ha guidato un’iniziativa per l’approvazione di ordinanze sul salario prevalente da parte delle amministrazioni locali in tutto il Minnesota.
Nel 2008 ha diretto la campagna per l’approvazione dell’emendamento Clean Water, Land, and Legacy (Legacy Amendment) alla Costituzione del Minnesota. Successivamente è diventato direttore esecutivo di WIN Minnesota, un consorzio di finanziatori che ha sostenuto e indirizzato spese indipendenti durante le elezioni del 2010. Dopo le elezioni, è stato scelto dal candidato governatore del DFL, Mark Dayton, per guidare l’operazione di riconteggio, che ha confermato la vittoria di Dayton.
Nel 2011, Dayton ha chiesto a Martin di assumere la presidenza del Partito DFL del Minnesota, e Martin è stato eletto all’unanimità nel febbraio dello stesso anno. Nel 2017 è stato eletto presidente dell’Associazione dei Comitati Democratici Statali e ha assunto il ruolo di vicepresidente del Comitato Nazionale Democratico (DNC). Il 1° febbraio 2025 è stato eletto presidente del Comitato Nazionale Democratico.

### Presidente del Partito Democratico-Contadino-Lavoratore del Minnesota
Quando Martin fu eletto presidente del Partito Democratico-Contadino-Lavoratore del Minnesota (DFL) nel 2011, ereditò un partito statale fortemente indebitato dopo pesanti sconfitte elettorali, tra cui la perdita della maggioranza al senato statale per la prima volta in 40 anni, della maggioranza alla Camera dei Rappresentanti e di uno dei seggi più storici del Congresso per i Democratici, con la sconfitta di Jim Oberstar nell’8º distretto congressuale del Minnesota.
Alle elezioni del 2012 in Minnesota, il DFL riconquistò la maggioranza in entrambe le camere della legislatura statale; il Minnesota divenne il primo stato a respingere un emendamento costituzionale volto a vietare il matrimonio tra persone dello stesso sesso; un emendamento costituzionale sull’obbligo di documento d’identità per votare fu respinto; e il candidato DFL Rick Nolan vinse nell’8º distretto congressuale.
Nel 2014, il governatore Mark Dayton e il senatore Al Franken furono rieletti, dopo essere stati inizialmente eletti con meno dell’1% di margine di voto.
Nel 2016, il Minnesota fu uno dei soli due stati del Midwest a votare per la candidata democratica alla presidenza Hillary Clinton. Inoltre, nonostante le perdite di seggi rurali a livello nazionale, il DFL vinse tutte e tre le corse congressuali rurali, rieleggendo Rick Nolan, Tim Walz e Collin Peterson.
Martin nel 2017
Nel 2018, Tim Walz fu eletto governatore, segnando la prima volta nella storia del DFL con tre mandati consecutivi alla guida dello stato. Inoltre, il DFL vinse tutte le cariche costituzionali, riconquistò la maggioranza nella Camera dei Rappresentanti statale, ribaltò due seggi congressuali da repubblicani a democratici (uno dei quali era stato repubblicano per oltre 40 anni), ed elesse due donne al Senato degli Stati Uniti, Amy Klobuchar e Tina Smith, diventando solo il quinto stato a essere rappresentato contemporaneamente da due senatrici.
Sempre nel 2018, dopo anni di tentativi, Martin convinse Dean Phillips a candidarsi al Congresso nel 3º distretto del Minnesota. Phillips sconfisse l’uscente repubblicano Erik Paulsen, venendo poi rieletto nel 2020 e nel 2022.
Martin nel 2020
Dopo che Donald Trump aveva sfiorato la vittoria in Minnesota nel 2016 con uno scarto dell’1,5%, la sua campagna investì fortemente per vincere lo stato nel 2020, con milioni spesi in pubblicità e oltre 60 membri dello staff dedicati. Grazie all’influenza del DFL, il candidato democratico Joe Biden vinse il Minnesota con il 52,40% dei voti contro il 45,28% di Trump. Tina Smith fu rieletta al Senato, il DFL mantenne la Camera dei Rappresentanti statale, i due seggi congressuali conquistati nel 2018, e ribaltò tre seggi repubblicani al Senato statale.
Il 6 febbraio 2021, Martin fu eletto per il sesto mandato consecutivo come presidente del DFL, diventando il presidente più longevo nella storia settantacinquennale del partito. Il Star Tribune sottolineò come, sotto la sua guida, il DFL avesse ottenuto una serie di vittorie a livello statale e avesse raccolto circa tre volte più fondi rispetto al Partito Repubblicano del Minnesota nei suoi primi dieci anni da presidente. Al momento della sua rielezione, il DFL aveva in cassa 2,5 milioni di dollari, contro i 55.000 dollari del partito repubblicano.

## Riferimenti
- "Domanda al Minnesota State Arts Board". Estratto il 2 febbraio 2025.

- Masters, Clay (28 marzo 2025). "Il Partito Democratico-Contadino-Lavoratore del Minnesota eleggerà un nuovo presidente sabato". MPR News. Estratto l'11 aprile 2025.

- "Presidente". Minnesota DFL. Archiviato dall'originale il 31 luglio 2019. Estratto il 31 luglio 2019.

- Minnesota's 7th Congressional District DFL (17 luglio 2021). "Buon compleanno al nostro fantastico presidente statale del DFL Ken Martin". Facebook. Estratto il 5 marzo 2025.

- Glueck, Katie (1 febbraio 2025). "Chi è Ken Martin, il nuovo leader del D.N.C.?". The New York Times. Estratto il 5 marzo 2025.

- Radelat, Ana (7 gennaio 2025). "Ken Martin si rivolge ai sindacati al forum per il presidente del DNC". MinnPost. Estratto il 5 febbraio 2025.

- Moini, Nina; Zdechlik, Mark; Kuznetsov, Aleesa (19 novembre 2024). "Come Ken Martin spera di plasmare il futuro del Partito Democratico". Minnesota Public Radio. Estratto il 1 febbraio 2025.

- "Ken Martin eletto nuovo presidente del DNC mentre il partito cerca di ricostruire". Politico. 1 febbraio 2025. Estratto il 1 febbraio 2025.

- Nesterak, Max (30 gennaio 2025). "Ken Martin vuole solo vincere". Minnesota Reformer. Estratto il 1 febbraio 2025.

- "L'emendamento Legacy del Minnesota: di chi è l'eredità?". MinnPost. 5 febbraio 2014.

- Vakil, Caroline (1 febbraio 2025). "Cosa sapere su Ken Martin, il prossimo presidente del DNC". The Hill. Estratto il 1 febbraio 2025.

- "Dayton ha raccolto più di 1 milione di dollari per il riconteggio". Star Tribune.

- Schneider, Elena (1 febbraio 2025). "Ken Martin eletto presidente del DNC mentre il partito cerca di ricostruire". Politico. Estratto il 1 febbraio 2025.

- "I partiti DFL e Repubblicano del Minnesota riportano più debiti che contanti". Star Tribune. 31 luglio 2012. Estratto il 31 luglio 2019.

- Scheck, Tom (10 dicembre 2010). "Brian Melendez si dimette da presidente del Partito DFL". Minnesota Public Radio. Estratto il 1 febbraio 2025.

- Scheck, Tom; Nelson, Tim; Vogel, Jennifer (7 novembre 2012). "I Democratici vincono la Camera e il Senato del Minnesota". Minnesota Public Radio. Estratto il 1 febbraio 2025.

- "Gli elettori del Minnesota respingono l'emendamento sul matrimonio". MPR News. 7 novembre 2012. Estratto il 31 luglio 2019.

- Pugmire, Tim; Aslanian, Sasha (7 novembre 2012). "Gli sforzi per gli emendamenti su matrimonio e ID elettorale falliscono". Minnesota Public Radio. Estratto il 1 febbraio 2025.

- Zdechlik, Mark; Friedrich, Alex; Kraker, Dan (6 novembre 2012). "Nolan sconfigge Cravaack nell'8° distretto". Minnesota Public Radio. Estratto il 1 febbraio 2025.

- Zdechlik, Mark (4 novembre 2014). "Senato degli Stati Uniti: Franken vince rapidamente questa volta". Minnesota Public Radio. Estratto il 1 febbraio 2025.

- "MN Risultati Elettorali". electionresults.sos.state.mn.us. Estratto il 2 agosto 2019.

- "Results: Hillary Clinton Wins". New York Times. 1 agosto 2017. Estratto il 1 febbraio 2025.